# Ford Puma
Ford Puma je malý automobil sportovního charakteru, který v letech 1997 až 2002 (poslední kusy vyrobeny počátkem roku 2003) vyráběla evropská divize automobilky Ford. Vůz se vyráběl jako malé kupé v německém Niehlu.

## Popis
Automobil má pohon předních kol a motor vpředu. Kromě nejslabší motorizace byly všechny vozy vybaveny ABS. V průběhu výroby se objevilo i několik limitovaných edicí. Po ukončení výroby se Puma nástupce nedočkala. Jediným malým sportovním vozem tak byl Ford StreetKa. V roce 2006 byl na Detroitském autosalonu představen koncept Reflex, ze kterého by měla vycházet nová generace Pumy.

## Závodní verze

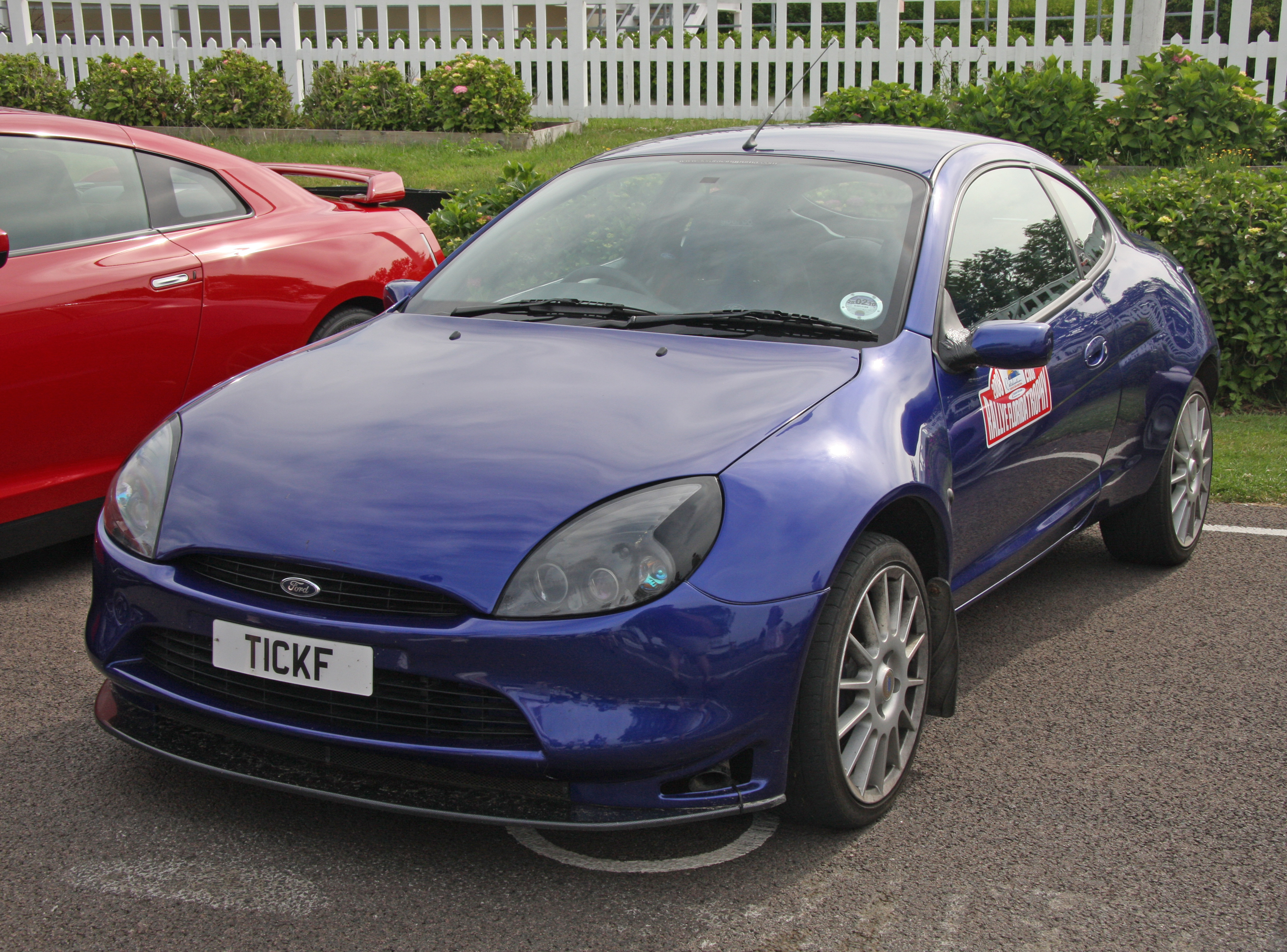
Ford Racing Puma

## Motory
- 1,4 (90 hp)
- 1,6 (103 hp)
- 1,7 VCT (125 hp)
- 1,7 Ford Racing VCT

## Puma Kit Car

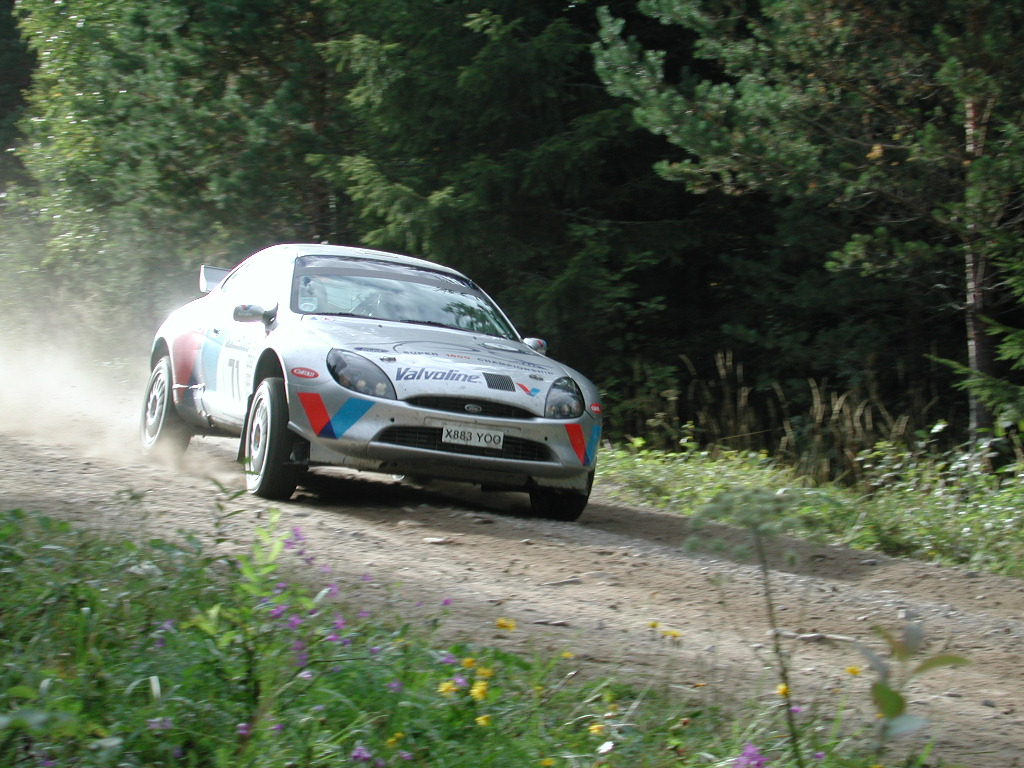
Ford Puma S16 Kit-Car

Puma Kit-Car byla postavena pro účast v rallye. Čtyřválec o objemu 1596 cm³ byl vybaven šestnáctiventilovou technikou. Vůz byl vybaven šestistupňovou sekvenční převodovkou. Puma Kit-Car měla upravený přední a zadní nárazník a rozšířené blatníky.